# Prodidomus redikorzevi
Espèce
Prodidomus redikorzevi est une espèce d'araignées aranéomorphes de la famille des Prodidomidae.

## Distribution
Cette espèce se rencontre au Turkménistan, au Kazakhstan, en Iran, en Irak, en Turquie et en Azerbaïdjan.

## Description
La carapace de la femelle holotype mesure 1,4 mm de long sur 1,1 mm et l'abdomen 2,1 mm de long sur 1,2 mm.
Les mâles mesurent de 2,7 à 2,85 mm et les femelles de 3,35 à 4,6 mm.

## Systématique et taxinomie
Cette espèce a été décrite en 1940 par le biologiste et arachnologiste Sergei Aleksandrovich Spassky (d) (1882-1958).

## Étymologie
Cette espèce est nommée en l'honneur du zoologiste russe Vladimir V. Redikorzev (d) (1873-1942).

## Publication originale
- Spassky, 1940 : « Araneae palaearcticae novae. V. » Folia Zoologica et Hydrobiologica, vol. 10, p. 353-364.